# Ronde van Limburg 1994 (België)
De 64e editie van de wielerwedstrijd Ronde van Limburg werd gehouden op zondag 29 mei 1994. De wedstrijd startte en eindigde, na 205 kilometer, in Sint-Truiden.

## Wedstrijdverloop[1]
Na een gesloten wedstrijdbegin plaatste Johan Capiot een demarrage. De Limburger had een maximale voorsprong van één minuut, maar alles kwam terug samen. Honderd kilometer van de streep werd de wedstrijd ontsierd door een valpartij. Belgisch kampioen Alain Vandenbosche botste tegen een stilstaande wagen en nam tientallen renners mee in zijn val.
Bij het binnenrijden van Borgloon gingen vijf renners er vandoor. De Limburgers Frank Corvers en Marc Wauters, alsook Stephane Hennebert, Mario Liboton en de Australiër Leith Sherwin. De kopgroep bestond uit renners uit vier verschillende teams, waardoor het tempo er in het peloton volledig uitging.
Bij de eerste doortocht aan de aankomst in Sint-Truiden op 42 km van het einde, hadden zij reeds een kloof geslagen van meer dan vier minuten. Er kwam nog een reactie van 18 renners vanuit het peloton. Stelselmatig knaagden zij aan de achterstand waardoor op tien kilometer van het einde de voorsprong was geslonken tot minder dan drie minuten.De koplopers bleven echter dapper overeind.
Met een late aanval probeerde Frank Corvers zich te ontdoen van zijn metgezellen in de kopgroep, maar Marc Wauters counterde die aanval en liet op zijn beurt zijn gouwgenoot achter.  

## Top 20
| Plaats  | Naam                   | Ploeg | Tijd   |
| ------- | ---------------------- | ----- | ------ |
| Winnaar | Marc Wauters           |       | 5u18"  |
| 2       | Stephane Hennebert     |       | +6"    |
| 3       | Frank Corvers          |       | +25"   |
| 4       | Mario Liboton          |       | z.t.   |
| 5       | Leith Sherwin          |       | z.t.   |
| 6       | Wim Omloop             |       | +1'55" |
| 7       | Geert Verheyen         |       | z.t.   |
| 8       | Nico Emonds            |       | z.t.   |
| 9       | Marty Jemison          |       | +2'00" |
| 10      | Michel Cornelisse      |       | z.t.   |
| 11      | Johan Verstrepen       |       | z.t.   |
| 12      | Theo Akkermans         |       | z.t.   |
| 13      | Mario De Clercq        |       | z.t.   |
| 14      | Sammie Moreels         |       | z.t.   |
| 15      | Frank Van Den Abeele   |       | z.t.   |
| 16      | Marc Streel            |       | z.t.   |
| 17      | Jean-Pierre Heyderickx |       | z.t.   |
| 18      | Herman Frison          |       | z.t.   |
| 19      | Kees Hopmans           |       | z.t.   |
| 20      | Ludwig Willems         |       | z.t.   |